# Mandevilla thevetioides
Mandevilla thevetioides är en oleanderväxtart som beskrevs av R. E. Woodson. Mandevilla thevetioides ingår i släktet Mandevilla och familjen oleanderväxter. Inga underarter finns listade i Catalogue of Life.